# جشنواره (فیلم ۱۹۶۷)
«جشنواره» (انگلیسی: Festival (1967 film)) فیلمی در ژانر مستند است که در سال ۱۹۶۷ منتشر شد.